# 黄觉 (越南音乐家)
黄觉（1924年—2017年9月14日），是越南音乐家。籍贯河内市北慈廉郡瑞芳坊，1924年出生。黄觉就读于当时著名的柚学校（朱文安高中）。与他同班的许多同学后成为著名音乐家，如尹敏，玉碧和段准。他们都属于浪漫音乐流派，创作不多，但又为人们所知。那是20世纪上半叶越南乐坛真正人才辈出的时代。1945年初，刚21岁时，黄觉创作第一首歌曲《迷花》。这是他创作的众所周知和喜爱的歌曲。1951年，与河内姑娘金珠结婚。